# Eugnotos (Vater des Eumelos)
Eugnotos (Εὔγνωτος) war eine mythische Figur aus Theben.
Er wird nur bei Antoninus Liberalis genannt. Danach war er der Vater des Eumelos, der seinen Sohn Botres opferte.

## Quelle
- Antoninus Liberalis, Metamorphosen 17